# Computer Physics Communications
Computer Physics Communications is een internationaal, aan collegiale toetsing onderworpen wetenschappelijk tijdschrift op het gebied van de numerieke natuurkunde.
De naam wordt in literatuurverwijzingen meestal afgekort tot Comput. Phys. Comm.
Het wordt uitgegeven door Elsevier en verschijnt twee keer per maand.
Het eerste nummer verscheen in 1969.